# ماهال

متطوعين فرنسيين في النقب

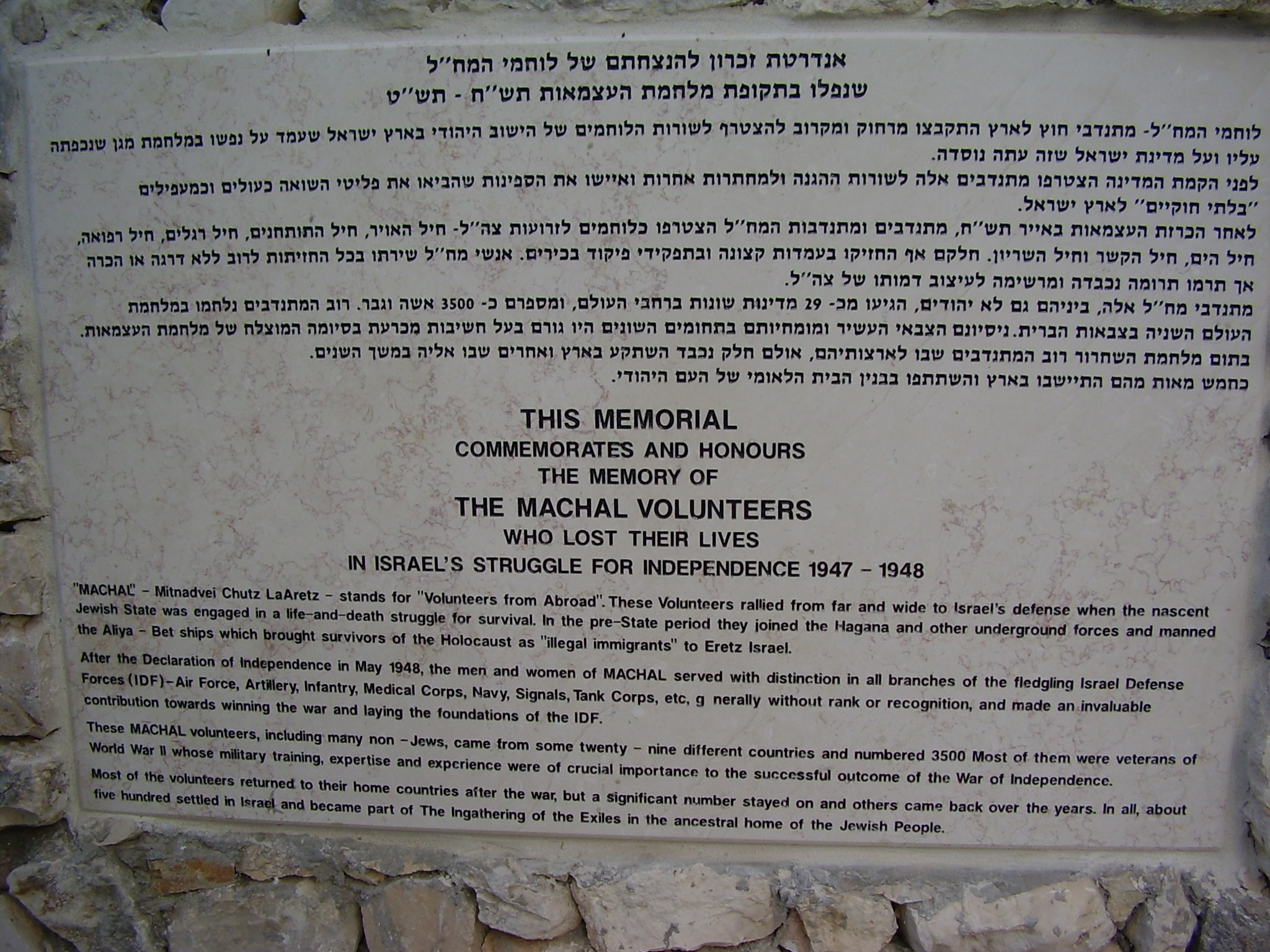
نقش على نصب تذكري لماهال في إسرائيل

ماهال (عبرية: מח"ל) تشير إلى متطوعين يهود وغير يهود ذهبوا إلى إسرائيل للقتال في حرب 1948 بما فيها موجة الهجرة غير الشرعية (عليا بت). وجاء حوالي 4,000 متطوع من جميع أنحاء العالم للقتال مع الجانب الإسرائيلي.
وشكلت ماهال جزء صغير من القوات الإسرائيلية، باستثناء القوات الجوية، التي كانت مهيمنة عليها. حلت ماهال بعد الحرب، وغادر معظم المتطوعين إسرائيل. ومع ذلك، قام البعض بالهجرة الدائمة.
المصطلح العبري מח"ל هو الاسم العبري المختصر: מתנדבי חוץ לארץ (ميتنادفي هوتز لاآريتس)، التي تعني متطوعين من خارج أرض [إسرائيل]. كان يشار إليهم باسم ماخالنيك (أو ماهالنيك).